# José Varani
Dom José Varani (Jaboticabal, 14 de outubro de 1915 - Jaboticabal, 24 de junho de 1990) foi um bispo católico brasileiro.

## Biografia
Nasceu em 14 de outubro de 1915, em Jaboticabal. Filho de Fernando Varani e Ellide Giovanolli Varani. Teve duas irmãs religiosas e dois sobrinhos sacerdotes: Monsenhor Francisco Varani Calvo e Frei Mansueto, ofm. Cursou o primário em Jaboticabal, no grupo escolar "Coronel Vaz", continuando seus estudos no Seminário Menor de Pirapora, onde fez o curso ginasial. Em 1933, ingressa no Seminário Provincial, na Freguesia do Ó, em São Paulo e, posteriormente, no Seminário Central da Imaculada Conceição do Ipiranga, na Capital Paulista. Em 1938, foi enviado para o Pontifício Colégio Pio Brasileiro, em Roma, onde posteriormente concluiu o curso teológico na Pontifícia Universidade Gregoriana. Dois anos após, licenciou-se em Direito Canônico. Em 23 de dezembro de 1939, foi ordenado sacerdote na Basílica de São João de Latrão, por Sua Excelência Dom Luiz Taglia, Vice-gerente da Cúria Romana. Em 1941, a pedido de Dom José Gaspar de Affonseca e Silva, então arcebispo metropolitano de São Paulo, volta para o Seminário Central da Imaculada Conceição do Ipiranga para ser professor. Com rara competência, exerce o magistério lecionando Ética, Teodicéia, Teologia Moral, Direito Canônico, Medicina e Teologia Pastoral, Hebraico, Cosmologia, Rubricas e Catequética. Em 1949 foi nomeado Vice-Reitor e Prefeito de Estudos daquele Seminário Central. Lecionou também na Faculdade de Direito da Pontifícia Universidade Católica de São Paulo e no Instituto de Serviço Social. Ocupou o cargo de Oficial do Tribunal Eclesiástico da Arquidiocese de São Paulo, onde foi diretor dos casos de moral e sensor arquidiocesano.
Nomeado Bispo Coadjuntor de Jaboticabal e titular de Altava aos 12 de setembro de 1950, pelo Santo Padre o Papa Pio XII, foi sagrado em 1º de novembro de 1950, na Catedral Nossa Senhora do Carmo de Jaboticabal, por Dom Antônio Augusto de Assis, então Bispo Diocesano. Em 1955, o Papa Pio XII nomeia-o visitador apostólico dos Seminários dos Estados de São Paulo, Paraná, Santa Catarina e Rio Grande do Sul. Em 29 de outubro de 1957 é nomeado para o cargo de Administrador Apostólico - sede plena.
Em 7 de fevereiro de 1961, com o falecimento de Dom Antônio Augusto de Assis, tornou-se Bispo titular da Diocese de Jaboticabal. Em 1958, foi adquirido um terreno na região central de Jaboticabal (onde por muitos anos funcionou um tradicional estabelecimento comercial, a Casa Bataglia), próximo à igreja matriz de Nossa Senhora do Carmo, e sob a coordenação de Monsenhor Luís Maria Gonzaga Gonçalves, então pároco da catedral, foi construída com o auxílio de todas as paróquias a Sede Social Diocesana, imponente edifício com seis andares, para abrigar as reuniões de movimentos, grupos e pastorais, instituições de caridade como o Fraterno Auxílio Cristão, o Berçário Menino Jesus, Escola "São Tarcísio", secretarias, Cúria Diocesana, oficinas gráficas de "O Ascensor" e outros meios de comunicação. Após seis anos de trabalhos em prol de sua construção foi inaugurado no dia da festa da padroeira da Diocese: 16 de julho de 1964. Em 1972, foi eleito vice-presidente da Cúria Nacional e, com a ida de Dom Lucas Moreira Neves para Roma, assumiu o cargo de presidente. Em 1973, foi eleito para a presidência da Comissão de Estudos e Redivisão dos Limites das Dioceses e Criação de Novas Dioceses. A Assembléia do Regional Sul I, reconhecendo sua capacidade de trabalho, elege Dom José Varani para a Comissão Representativa do Episcopado Paulista para o quatriênio de 1975 a 1979. Além de se preocupar com a promoção espiritual de seu rebanho, Dom José voltava-se constantemente para o desenvolvimento sócio-econômico-cultural de nossa região, sendo o responsável direto pela instalação da Faculdade de Agronomia, Medicina Veterinária e Zootecnia, Câmpus da Unesp, em Jaboticabal, conforme podemos rastrear no Diário Oficial do Estado de São Paulo, do dia 20 de julho de 1965, página 2: "Jaboticabal vai ter Faculdade de Agronomia (...) o governador Ademar de Barros, da Tribuna armada nas escadarias da Igreja Catedral, anunciou ao povo que, atendendo ao pedido do Bispo Dom José Varani e dos seus amigos do PSP local, havia assinado naquele instante autorização para instalar a Faculdade de Agronomia, que era velho sonho do povo da cidade: 'Jaboticabal terá sua Faculdade de Agronomia e Medicina Veterinária instalada e em pleno funcionamento no ano de 1966 e esta dádiva que concedo a Jaboticabal, eu o faço em atenção à solicitação de Dom José Varani e em homenagem a Nossa Senhora do Carmo, Padroeira desta abençoada Terra'. A esta afirmação, Dom Varani pediu ao povo que rezasse pela saúde do senhor Ademar de Barros, do seu governo e pelo êxito de sua carreira política" (DO - SP, ano LXXV, n° 131, terça-feira, 20 de julho de 1965, p. 2).
A 24 de junho de 1981, Dom José deixa de ser Bispo Diocesano de Jaboticabal, pelo seu pedido feito e aceito pelo Papa João Paulo II. Faleceu na festa de São João Batista, aos 24 de junho de 1990, e seu corpo foi sepultado na cripta junto ao altar-mor da Catedral Nossa Senhora do Carmo de Jaboticabal, ao lado de Dom Antônio Augusto de Assis.